# Список знаменосцев Гвинеи на Олимпийских играх
Это список знаменосцев, которые представляли Гвинею на Олимпийских играх.
Знаменосцы несут национальный флаг своей страны на церемонии открытия Олимпийских игр.
| # | Год, Место   | Сезон | Имя Фамилия        | Вид спорта      |
| - | ------------ | ----- | ------------------ | --------------- |
| 1 | 1996 Атланта | Лето  | Жозеф Луа          | Лёгкая атлетика |
| 2 | 2000 Сидней  | Лето  | Жозеф Луа          | Лёгкая атлетика |
| 3 | 2004 Афины   | Лето  | Набие Фодэй Фофана | Лёгкая атлетика |
| 4 | 2008 Пекин   | Лето  | Набие Фодэй Фофана | Лёгкая атлетика |
| 5 | 2012 Лондон  | Лето  | Фасине Кейта       | Дзюдо           |